# MSMC衝鋒槍
MSMC衝鋒槍（英語：Modern Sub Machine Carbine，意為：現代衝鋒槍；Machine Carbine為英國式英語對衝鋒槍一詞的舊稱）是一款由印度武器裝備研究與發展局（ARDE；負責本槍的設計）、兵工厂委员会（OFB）旗下的蒂魯吉拉伯利軍械廠（OFT Trichy；負責本槍的生產）所組成的聯合企業自主研發和生產的冲锋枪。該槍也被稱為JVPC（英語：Joint Venture Protective Carbine，意為：合營防衛卡賓槍）。該槍是以過去研製INSAS系列突击步枪武器平台的經驗為基礎，為印度陸軍而研製的。該槍同時兼具冲锋手枪和個人防衛武器的特點，比當地設計與生產的其他步槍都要非常輕便和緊湊的。發射印度自主研發的5.56×30毫米子彈。
MSMC衝鋒槍是在印度陸軍對於INSAS突擊步槍的卡賓槍版本的研製進展感到失望以後所設計的。INSAS曾經用以研製一款命名為“王者之劍”（英語：Excalibur）的衍生型，但卻由於INSAS突擊步槍使用的大威力彈藥在較小的卡賓槍上使用會造成過大的後座力而被視為無法達到的要求，MSMC的設計目的就是要修正以前研製的衍生型的缺陷。經過各種試驗和改進以後，武器裝備研究與發展局最終製作的是一枝與烏兹衝鋒槍一樣的設計，將武器的整體長度縮短，使其更為適合近身距離作戰的用途，後來更提升了其人體工學設計，以提升其出口潛力。該武器被認為具有貫穿防彈衣的實力。它的設立被視為是INSAS輕武器計劃的一個分支。

## 歷史
MSMC衝鋒槍是源於一個基於INSAS步槍的卡賓槍版本的武器項目。然而，INSAS卡賓槍型並沒有實現化，因為INSAS步槍能使用火力強大的子彈，但這對於尺寸較小的卡賓槍型而言的後座力卻過大了。委員會決定改為研製一枝全新的輕型卡賓槍，以適合各種印度安全部隊的要求。2002年，研製INSAS卡賓槍的計劃被拋棄；取而代之的是，由印度陸軍發佈、關於一枝新型衝鋒槍的總參謀部定性要求（GSQR）。
2006年6月，MSMC衝鋒槍進行其第一次試驗；另一次則在2007年年底，而最後一次就在2009年1月，在2010年Defexpo國防展覽舉行期間亦有展出。在2010年4月至6月期間，MSMC仍然接受試驗。由印度陸軍對MSMC衝鋒槍進行的測試曾經歷過多次推遲，這主要是由於不清楚規定所需，最終版本樣槍會在2011年8月提供給印度軍隊進行試驗，而且在武器正式將其投入軍隊服役以前，測試都應該會持續7至8個月。武器試驗對象為FN P90及HK MP7。
2013年11月的新聞通訊之中，國防研究與發展組織（DRDO）曾提到MSMC。他們報告了在2013年，試行使用MSMC衝鋒槍的使用者滿意度。國防研究與發展組織的質量、可靠性和安全性董事會已經安排了負責跟踪武器的進展情況。2016年，50枝MSMC衝鋒槍發配給使用者進行試驗。
但是，MSMC也無法達到印度軍隊的要求，國防研究與發展組織和軍械工廠委員會唯有從頭開始，合作研發一枝名為JVPC的衝鋒槍，並在最初的一輪試驗中表現出其承諾。2017年的儀式中，國防部長尼尔马拉·西塔拉曼（Nirmala Sitharaman）將該衝鋒槍交給了印度內政部長拉傑納特·辛格（Rajanth Singh），開始與印度準軍事部隊進行使用者試驗。

## 設計細節
MSMC發射印度自主研發的5.56×30毫米子彈，據說是擁有貫穿防彈衣的貫穿力，所用的子彈尺寸和美國柯爾特武器公司所開發的一種個人防衛武器的專用彈藥相似。並可說是INSAS小武器計劃的其中一個分支。
MSMC衝鋒槍有以下特色：
- 具有與烏茲衝鋒槍一樣的手槍握把安裝彈匣及供彈設計，它讓使用者在緊急情況下甚至像手握手槍般單手握持手槍握把並且射擊。
- 由此使用的子彈彈形尺寸較短，它能夠讓30發專用可拆卸式塑料彈匣插進手槍式握把裡。
- 裝有一具可伸縮式槍托、大型握把護圈以及裝在槍身兩邊而且能夠完全靈巧操作拉機桿（可以摺疊）[5]
- 發射模式控制選擇／手動保險桿就安裝在扳機的上方，[5]以方便使用右手和右肩膀或是左手和左肩膀的使用者在使用武器抵肩射擊時所使用。
- 除了已內置其機械瞄具，機匣上亦整合了一條MIL-STD-1913戰術導軌，可以用以讓使用者將光学瞄准镜、光電瞄準具（紅點鏡／反射式瞄準鏡和全息瞄準鏡）、棱鏡式瞄準鏡（英语：Prism sight）、夜視鏡或熱成像儀等配件於戰術導軌上自由安裝。[5]
- 以氣動式操作模式射擊，利用轉拴式槍栓閉鎖和氣動活塞推動槍機連桿總成連槍機往後運動。[5]
- 與烏茲一樣，使用由金屬板衝壓件所製造，並且裝上聚合物外殼。[5]
- 它的一個不尋常的設計特點就是位於機匣前端、安裝在槍管以上的刺刀座，以便近身距離作戰時使用裝上刺刀應戰。[5]
- 槍口安裝有消焰器，也可用以加裝消聲器。[5]MSMC也裝有一個內置式雷射瞄準器。[5]
- 三點式槍背帶（英语：Sling (firearms)）可協助使用者將MSMC扛在肩背。[17]

第一個原型具有握把護圈，但其後在2013年展覽中的展示版本卻將其移除，並以傳統型扳機護環取代。2014年，MSMC的槍托長度從558毫米縮短為500毫米。

## 採用
MSMC的競爭對手之一就是IMI Tavor TAR-21突击步枪，而TAR-21已經在一些特種部隊單位，其中包括馬科斯（英語：MARCOS）和格蘭（英語：Garud)服役。

## 流行文化

### 电子游戏
- 2012年—：命名為「MSMC」，以30發彈匣（聯機模式時可使用改裝：延長彈匣增至40發）供彈，初始攜彈量為180發（戰役模式）和90發（聯機模式），最高攜彈量為390發（戰役模式）和240發（聯機模式）。戰役模式之中由「核心之日」的僱傭兵（Mercs）、「巨像」公司保安人員和巴基斯坦三軍情報局（ISI）所使用；聯機模式時於等級28解鎖，並可以使用反射式瞄準鏡、激光瞄準器、消音器、快速重裝彈匣、EOTECH全息瞄準鏡、前握把、快速抽出握把、全金屬披甲彈（英语：Full metal jacket bullet）、長槍管、目標搜索器、可調節槍托、延長彈匣、擊發調變、射速增加、毫米波掃描器。
- 2015年—《III》：於2017年8月15日添加到遊戲內，命名為“XMC”。

## 資料來源
1. 1 2 3 4  IANS. . The Indian. 2010-02-17  [2011-03-20]. （原始内容存档于2011-07-25）.
2. 1 2 3  . Brahmand.com. 2009-10-13  [2011-03-20]. （原始内容存档于2011-07-25）.
3. 1 2 3  Ranjani Raghavan and Oinam Anand. . Indian Express. 2009-08-21  [2011-03-20]. （原始内容存档于2019-10-18）.
4. 1 2  . Army-Technology.com. 2010-12-07  [2011-03-20]. （原始内容存档于2010-12-11）.
5. 1 2 3 4 5 6 7 8 9 10  Max Popenker. . 2010  [2011-03-20]. （原始内容存档于2011-03-04）.
6. 1 2 3  . Defense World.   [2010-03-20]. （原始内容存档于2011-07-23）.
7. ↑  . AmmoLand.com Shooting Sports News.   [2015-11-08]. （原始内容存档于2015-10-05）.
8. ↑  . defencenow.com.   [2015-11-08]. （原始内容存档于2015-10-06）.
9. ↑  Daniel Watters. . 2011  [2011-03-20]. （原始内容存档于2011-03-01）.
10. ↑  . India Today. 2010-08-20  [2011-03-20]. （原始内容存档于2019-10-18）.
11. ↑  Prasad Kulkarni. . Times of India. 2011-08-27  [2012-01-21]. （原始内容存档于2017-12-23）.
12. 1 2  . Indian Defence Review.   [2015-11-08]. （原始内容存档于2017-10-24）.
13. ↑   (PDF).   [2015-11-08]. （原始内容 (PDF)存档于2016-03-04）.
14. ↑  . defenseworld.net.   [2015-11-08]. （原始内容存档于2015-10-05）.
15. ↑  . The New Indian Express.   [2017-09-08]. （原始内容存档于2017-09-08）.
16. ↑  . Bharat-Rakshak. 2011-01-12  [2011-03-20]. （原始内容存档于2011-01-16）.

## 外部連結
- （英文）—Modern Firearms—Modern Sub Machine Carbine / MSMC submachine gun （页面存档备份，存于）
- （英文）—Weapon.ge—Modern Sub Machine Carbine / MSMC （页面存档备份，存于）
- （英文）—The Firearm Blog.com—India’s new Modern Submachine Carbine (MSMC) and 5.56x30mm Ammunition （页面存档备份，存于）
- （简体中文）—D Boy Gun World（槍炮世界）—MSMC冲锋枪 （页面存档备份，存于）
- （简体中文）—中国论文网—《现代兵器》2010年第1期—“龙蛇”之争 印度MSMC新型冲锋枪优劣评析 （页面存档备份，存于）
- （繁體中文）—中國網—專家：亞洲輕兵器研發有特色 新加坡最具創新性 （页面存档备份，存于）